# Neferure

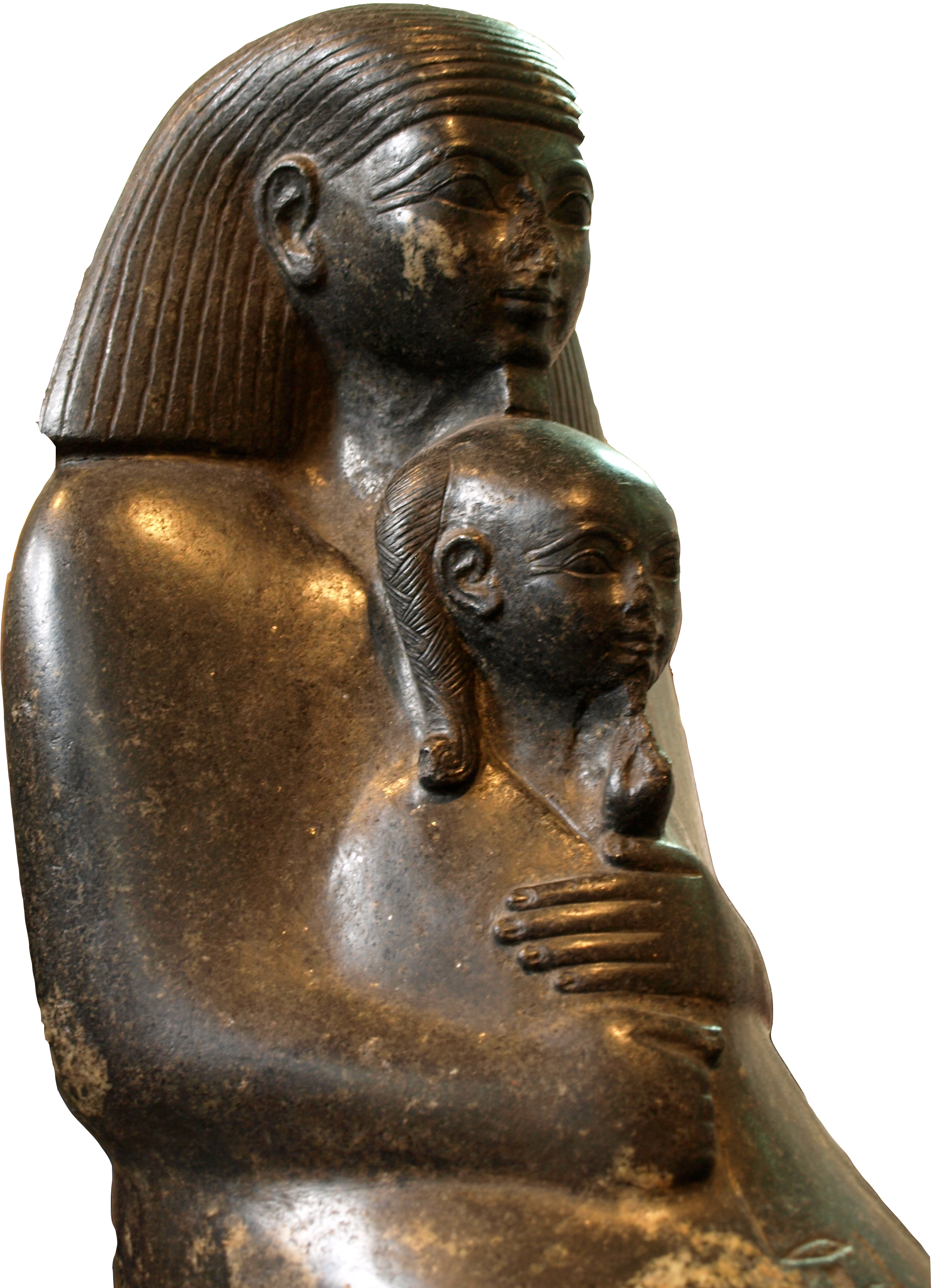
Senmut och Hatschepsuts dotter Neferure.

Neferure eller Neferura var en egyptisk prinsessa under 18:e dynastin.
Hon var dotter till den kvinnliga faraon Hatshepsut och hennes halvbror Thutmosis II. Neferure undervisades bland annat av ämbetsmannen Senmut, och hade en framträdande roll i hovet under sin mors regeringstid.